# Theaterfestival
Als Theaterfestival (auch Theaterfestspiel) bezeichnet man eine regelmäßig (zumeist jährlich) stattfindende kulturelle Veranstaltung, bei der an einem Ort mehrere Theaterstücke aufgeführt werden. Der Begriff Festival bezeichnet dabei sowohl das Ereignis, als auch die ausrichtende Institution. Theaterfestivals können angegliedert an bestehende Theater oder Kulturinstitutionen, als eigenständige GmbH, Vereine oder andere Körperschaft organisiert sein.

## Theaterfestivals

### Deutschland
- Altenburger-Prinzenraub-Festspiele (Altenburg)
- Arena der jungen Künste (Erlangen)
- Bad Hersfelder Festspiele (Bad Hersfeld)
- Baden-Württembergische Theatertage (in wechselnden Städten)
- Bayerische Theatertage (in wechselnden Städten)
- Berliner Theatertreffen (Berlin)
- Burgfestspiele Bad Vilbel (Bad Vilbel)
- euro-scene Leipzig
- Europäisches Straßentheater Festival Detmold (Detmold)
- Favoriten (Dortmund)
- Fast Forward (Dresden)
- Festival Theaterformen (Hannover und Braunschweig im jährlichen Wechsel)
- Festiwalla (Berlin)
- Festspiel der Deutschen Sprache (Goethe-Theater (Bad Lauchstädt) jährlich im Herbst)
- Freilichtspiele Schwäbisch Hall (seit 1925 auf der Großen Treppe in Schwäbisch Hall)
- Gandersheimer Domfestspiele (Bad Gandersheim)
- Göppinger Theatertage (Göppingen)
- Greizer Theaterherbst (Greiz)
- Hamburger Theaterfestival
- Heidelberger Stückemarkt (Heidelberg)
- Heidelberger Schlossfestspiele (Heidelberg)
- Internationale Maifestspiele (Wiesbaden)
- Internationale Schillertage (Mannheim)
- Internationales Figurentheaterfestival (Nürnberg, Fürth, Erlangen und Schwabach)
- Internationales Wandertheaterfestival (Radebeul)
- Internationales Theater- und Musikfestival Jula (München)
- Jugendtheaterfestival IMPULS!V (Koblenz)
- Karl-May-Festspiele (Bad Segeberg und Elspe)
- Luisenburg-Festspiele (Wunsiedel, auf einer Naturbühne, jährlich Juni bis August)
- Megafon, studentisches Theaterfestival (Bochum, jährlich Mitte Juni)
- Neue Stücke aus Europa (Wiesbaden und Mainz)
- Neuropolis (1999–2006, Berlin)
- Nordischer Klang (Greifswald, im Mai)
- NRW-Theatertreffen „westwärts“ (in wechselnden Städten)
- Ostseefestspiele (Stralsund und Greifswald, im Juni)
- OutNow (Bremen)
- Radar Ost (Berlin)[1]
- Richard-Wagner-Festspiele (Bayreuth, seit 1876 jährlich im August)
- Ruhrfestspiele Recklinghausen (Recklinghausen, seit 1946 jährlich, Mai/Juni)
- Schaubudensommer (jährlich in Dresden)
- Scherenburgfestspiele
- Schultheater der Länder (jährlich im September mit Schülergruppen aus dem gesamten Bundesgebiet)
- Siegener Biennale
- Spielart (München)
- Stuttgarter Europa Theater Treffen (Stuttgart)
- Stücke (Mülheim an der Ruhr)
- Sprungturmfestival (Darmstadt)
- State of the Art (Hildesheim)
- Tanztheater International (Hannover)
- Theater der Welt (ITI – Internationales Theaterinstitut, div. Städte)
- Theatermaschine jährlich stattfindende Werkschau des Instituts für Angewandte Theaterwissenschaft Gießen
- Theatertage der bayerischen Gymnasien (in wechselnden Städten)
- Transeuropa Europäisches Festival für Performative Künste (Hildesheim)
- Unidram, Festival für junges Theater in Europa (Potsdam)
- Wetzlarer Festspiele (Wetzlar)
- Winter in Schwetzingen (Schwetzingen)
- Wormser Nibelungenfestspiele (Worms)
- Xantener Sommerfestspiele (teils im römischen Amphitheater des Archäologischen Park Xanten (APX))
- Kinder- und Jugendtheatertage (Neuburg a. d. Donau, seit 2005 jährlich im Oktober)

### Österreich
- Salzburger Festspiele (Salzburg, seit 1920 jährlich im August)
- Steirischer Herbst (Graz, seit 1968 jährlich im Oktober/November)
- Wiener Festwochen (Wien, im Mai)
- Theaterfest Niederösterreich (an bis zu 23 Sommerbühnen in Niederösterreich, seit 1994 jährlich Mitte Juni bis Mitte September)
- Festspiele Reichenau (Reichenau an der Rax, seit 1988)
- Szene Salzburg (Salzburg)
- Internationales Theaterfestival SCHÄXPIR, Das OÖ. Kinder- und Jugendtheaterfestival (Linz, seit 2002)
- Szene Bunte Wähne, Träger Spezialpreis des Nestroy-Theaterpreises 2009
- Seefestspiele Silva Waldhausen, Österreichs kleinstes Sommertheaterfestival in Waldhausen im Strudengau (seit 2005)
- Spleen*Graz, Internationales Theaterfestival für Kinder und Jugendliche in Graz (seit 2006)
- Mono Bene[2] Monodrama Festival  (Kärnten, seit 2013 im Zweijahresrhythmus)
- Tiroler Volksschauspiele (Telfs)

### Schweiz
- AUAWIRLEBEN Theaterfestival Bern
- La Bâtie-Festival de Genève, (Genf)
- Blickfelder – Kinder- & Jugendtheaterfestival (Bern, Chur, Schaan, Steckborn, Zürich)
- Culturescapes
- Comedyfestival (Bern, Gossau, Locarno, Luzern, Montreux, Zürich)
- Festspiele Zürich (Zürich)
- Figura Theaterfestival (Baden AG)
- Freilichttheater Aarau (Aarau)
- jungspund – Theaterfestival für junges Publikum St. Gallen
- Tell-Freilichtspiele (Interlaken)
- Tellspiele (Altdorf UR)
- Theatertage (Aarau)
- Wilhelm Tell (Rütli)
- Zürcher Theater Spektakel (Zürich)
- Okkupation! – Internationales Theaterfestival Zürich (Zürich)

### Belgien
- KunstenFESTIVALdesArts (Brüssel)[3]
- Het Theaterfestival (Antwerpen)
- NAFT (Brügge)
- Theater Aan Zee (Ostende)

### Griechenland
- Epidaurus Festival (Athen, Epidavros)[4]

### Kolumbien
- Festival Iberoamericano de Teatro de Bogotá

### Chile
- Festival de Artes Escénicas "Cielos del Infinito" XII Región de Magallanes y Antártica Chilena

### Niederlande
- Scrooge Festival, Venlo

### Polen
- Przegląd Teatrów Małych Form "Kontrapunkt" in Stettin

### Serbien
- BITEF (Belgrad)

### Tschechien
- Prager Theaterfestival

### Portugal
- CITEMOR, (Montemor-o-Velho)

### Russland
- Tschechow-Festival (Moskau)

## Festivalforschung
Die Forschung zu Theaterfestivals ist Teil der Theaterwissenschaft und gewinnt mit zunehmender Anzahl von Theaterfestivals und der Ausdifferenzierung des Feldes an Bedeutung. Die theaterwissenschaftliche Festivalforschung interessiert sich für Theaterfestivals als Institutionen, Organisationsmodelle für Kulturarbeit sowie als ästhetische Phänomene. Dabei werden die (kultur-)historischen, (kultur-)politischen und künstlerischen Implikationen von Festivals untersucht und Brücken in andere wissenschaftliche Disziplinen geschlagen, wie Ethnologie, Soziologie und Kulturmanagement.